# 大口町
大口町（おおぐちちょう）は、愛知県の北西部に位置し、丹羽郡に属する町。
県北西部の尾張地方に含まれる。

## 町名の由来
元々の漢字表記は太田と小口から一文字ずつ取った「太口村」であったが、後に「太」の点部分が抜け落ちて相応しくないとされ現在の表記となった。

## 地理

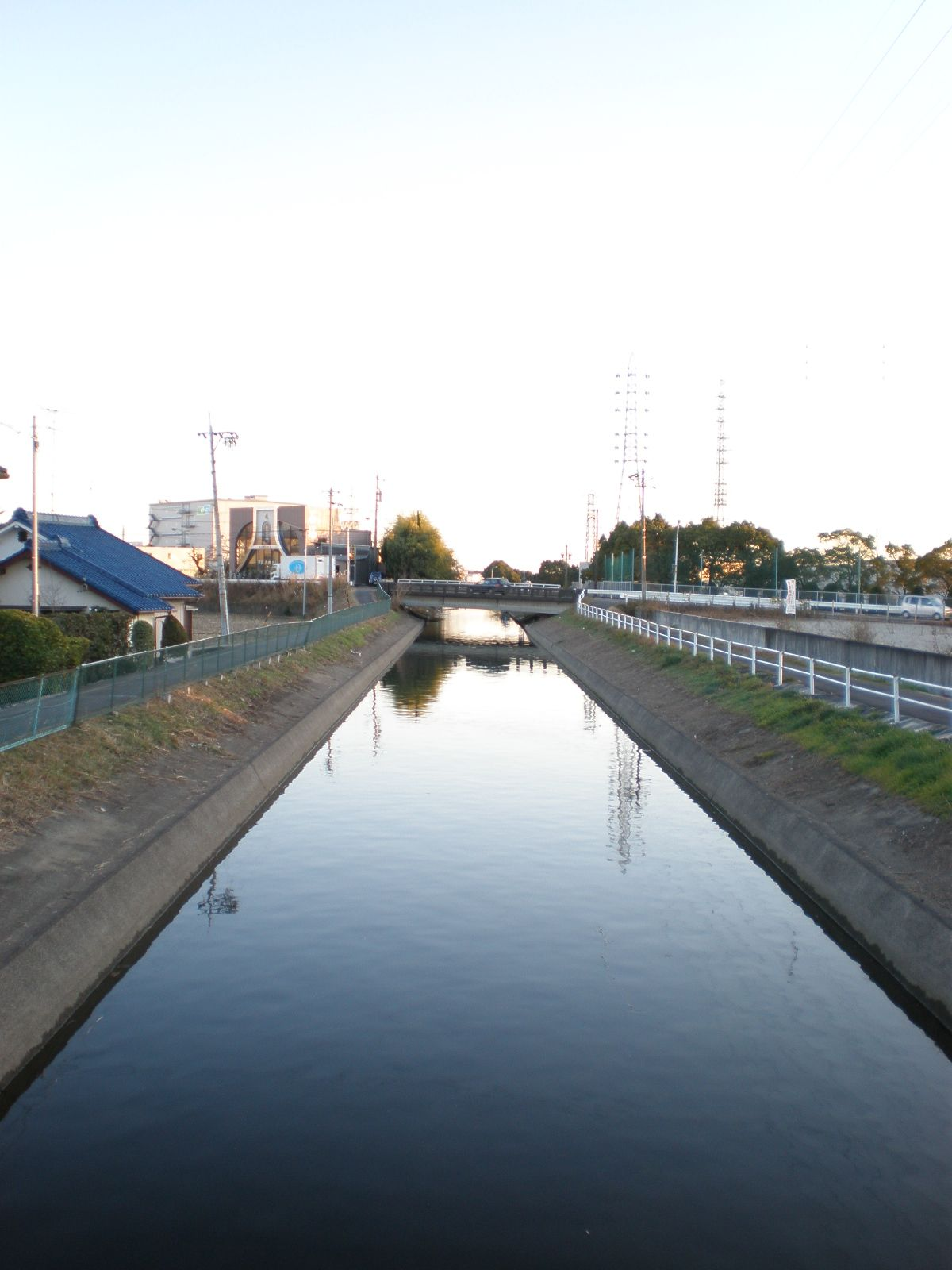
新木津用水

濃尾平野に位置する。木曽川の堆積物で作られた扇状地で、北から南にかけてゆるやかな傾斜となっている。

### 地形

#### 河川

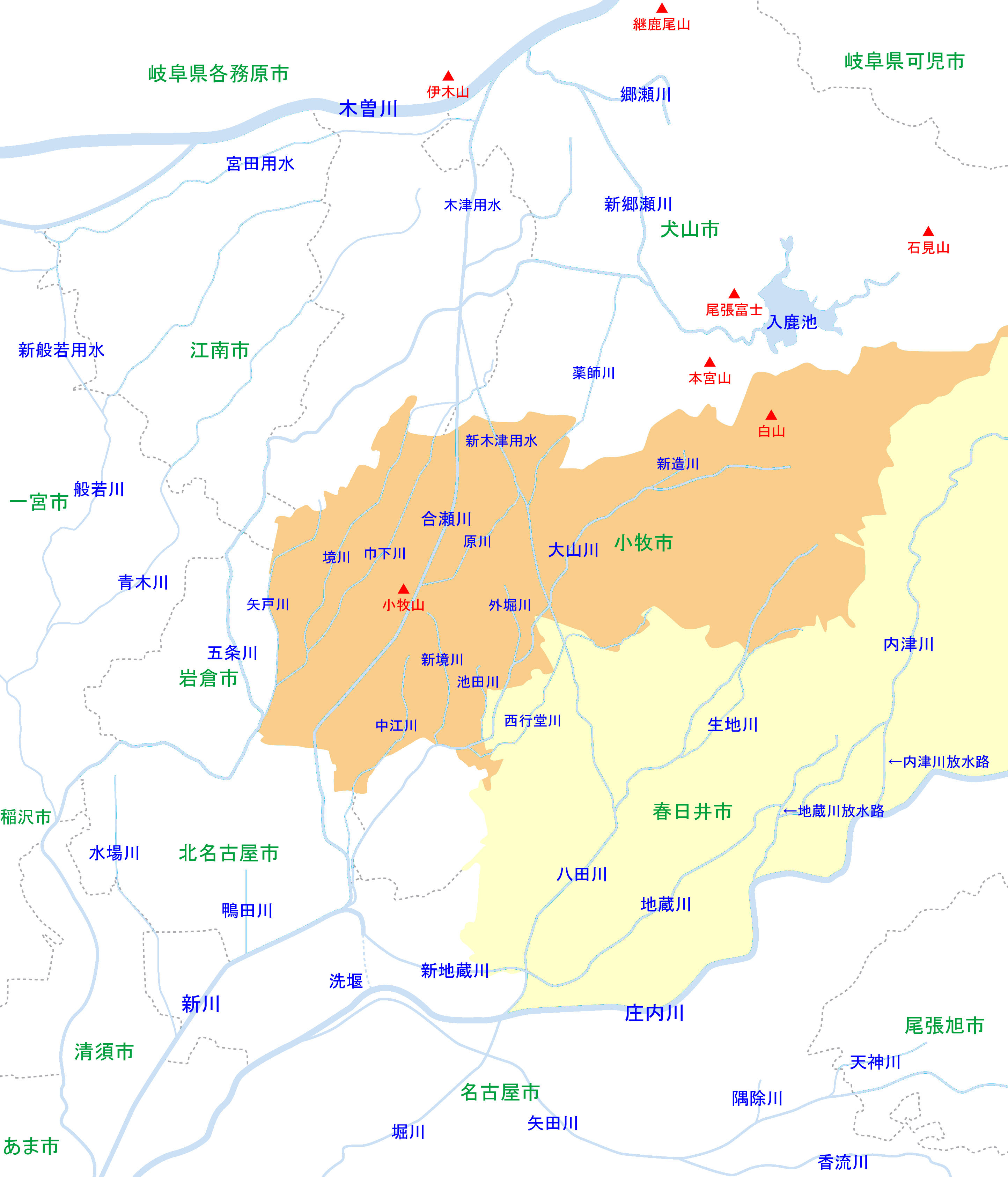
小牧市・春日井市周辺河川の位置関係図

主な川
- 五条川
- 合瀬川
- 木津用水
- 新木津用水
- 巾下川

### 町内の地名
大字
- 豊田（旧太田村、1986年4月一部が江南市に編入、2011年豊田1～3丁目・替地に編入）
- 秋田（旧太田村、2011年替地に編入）
- 大屋敷（旧太田村、廃止時期不明）
- 小口（旧小口村）
- 河北（旧富成村）
- 外坪（旧富成村、1982年廃止）
- 余野（旧柏森村[2]）

町名
- 上小口（1978年、小口・河北の各一部より成立）
- 中小口（1978年、小口の一部より成立）
- 下小口（1978年、小口・外坪・大屋敷の各一部より成立）
- 伝右（1979年、秋田の一部より成立）
- 替地（1979年、秋田の一部より成立）
- 高橋（1979年、秋田の一部より成立）
- 秋田1～4丁目（1979年、秋田の一部より成立）
- 萩島（1979年、小口の一部より成立）
- 新宮（1979年、小口・外坪の各一部より成立）
- 城屋敷（1979年、小口の一部より成立）
- 外坪1～5丁目（1979年、外坪・小口の各一部より成立）
- 仲沖（1979年、河北・小口の各一部より成立）
- 二ツ屋（1979年、河北・小口の各一部より成立）
- 御供所（1986年、豊田の一部より成立）
- 堀尾跡（1986年、豊田の一部より成立）
- 豊田1～3丁目（豊田の一部より成立）
- 奈良子（豊田などの一部より成立）
- 大屋敷1～3丁目（大屋敷などの一部より成立）
- 大御堂（大屋敷などの一部より成立）
- 丸（大屋敷などの一部より成立）
- 竹田（小口などの一部より成立）
- 河北1～3丁目（河北などの一部より成立）
- 余野1～3丁目（余野などの一部より成立）
- さつきケ丘（2009年、余野の一部より成立）
- 垣田（2009年、余野の一部より成立）

### 人口
| |                                        |  |
| 大口町と全国の年齢別人口分布（2005年） | 大口町の年齢・男女別人口分布（2005年） |  |
| ■紫色 ― 大口町 ■緑色 ― 日本全国 | ■青色 ― 男性 ■赤色 ― 女性              |  |
| 大口町（に相当する地域）の人口の推移 \| 1970年（昭和45年） \| 14,898人 \| \| \| 1975年（昭和50年） \| 15,894人 \| \| \| 1980年（昭和55年） \| 16,195人 \| \| \| 1985年（昭和60年） \| 17,247人 \| \| \| 1990年（平成2年） \| 17,464人 \| \| \| 1995年（平成7年） \| 19,031人 \| \| \| 2000年（平成12年） \| 20,633人 \| \| \| 2005年（平成17年） \| 21,602人 \| \| \| 2010年（平成22年） \| 22,446人 \| \| \| 2015年（平成27年） \| 23,274人 \| \| \| 2020年（令和2年） \| 24,305人 \| \| |                                        |  |
| 総務省統計局 国勢調査より |                                        |  |
| 1970年（昭和45年） | 14,898人                               |  |
| 1975年（昭和50年） | 15,894人                               |  |
| 1980年（昭和55年） | 16,195人                               |  |
| 1985年（昭和60年） | 17,247人                               |  |
| 1990年（平成2年） | 17,464人                               |  |
| 1995年（平成7年） | 19,031人                               |  |
| 2000年（平成12年） | 20,633人                               |  |
| 2005年（平成17年） | 21,602人                               |  |
| 2010年（平成22年） | 22,446人                               |  |
| 2015年（平成27年） | 23,274人                               |  |
| 2020年（令和2年） | 24,305人                               |  |

### 隣接している自治体
愛知県
- 犬山市
- 江南市
- 小牧市
- 丹羽郡扶桑町

## 歴史

### 沿革
- 1878年（明治11年） - 郡制施行により、丹羽郡に入る
- 1889年（明治22年） - 町村制の施行により、丹羽郡に4つの村が成立。
  - 柏森村が柏森村になる
  - 河北村、外坪村が富成村になる
  - 余野村、小口村が小口村になる
  - 豊田村、秋田村、大屋敷村が太田村になる
- 1889年（明治22年） - 太田村に巡査駐在所設置
- 1889年（明治22年） - 尋常小学校できる（小口村、太田村）
- 1895年（明治28年） - 小口村大字余野地区、柏森村に編入
- 1906年（明治39年） - 柏森村の一部（余野）, および太田村, 小口村, 富成村が合併して大口村発足。村役場設置。
  - 柏森村の残部（柏森）は他村と合併して扶桑村（現扶桑町）を新設。
- 1962年（昭和37年） - 町制施行、大口町成立。
- 1965年（昭和40年） - 大口町土地改良区設立
- 1972年（昭和47年） - 町章制定、新庁舎完成、尾張北部水道企業団発足
- 1975年（昭和50年） - 丹羽消防組合発足
- 1976年（昭和51年） - 大口西小学校開校
- 1979年（昭和54年） - 総合福祉会館完成
- 1982年（昭和57年） - 町民憲章制定、町の木「もくせい」、町の花「さくら」制定、温水プール完成、町史発行
- 1983年（昭和58年） - 野外活動施設「白山ふれあいの森」竣工、保健センター開設
- 1985年（昭和60年） - 非核平和宣言、大口余野特定土地区画整理事業開始（ - 1999年）
- 1989年（平成元年） - 総合運動場・総合テニスコート設置
- 1990年（平成2年） - 電子計算機自己導入による処理開始、町民会館完成
- 1992年（平成4年） - イメージソング「ほほえみを花束にして」発表、防災行政無線の運用を開始
- 1993年（平成5年） - 健康のまち宣言、桜の町広告塔を設置
- 1995年（平成7年） - わかしゃち国体記念運動場設置
- 1996年（平成8年） - 堀尾跡公園完成
- 1998年（平成10年）- 大口町健康文化センター「ほほえみプラザ」完成、公式ホームページ開設
- 1999年（平成11年）- 慰楽休養施設「ふれあい池」竣工
- 2003年（平成15年）- 2市2町（江南市・岩倉市・大口町・扶桑町）合併検討協議会発足（翌年解散）
- 2005年（平成17年）- 大口町コミュニティー・ワークセンター竣工
- 2007年（平成19年）- 大之瀬橋、資源リサイクルセンター竣工
- 2008年（平成20年）- 大口町健康文化センター（ほほえみプラザ）を、指定管理者「マーメイド・技研ほほえみプラザ共同体」へ委任する。
- 2008年（平成20年）-大口町立大口中学校統合により改めて開校
- 2010年（平成22年）-大口町温水プールを、指定管理者「特定非営利活動法人ウィル大口スポーツクラブ」へ委任する。
- 2010年（平成22年）-大口町立大口北小学校移設開校（旧大口北部中学校増改築を伴う跡地利用）
- 2012年（平成24年）-大口町立大口南小学校改築開校

## 政治

### 行政

#### 町長
歴代町長
- 初代:社本鋭郎
- 酒井鍈（1999年4月26日～2009年11月1日）
- 森進（2009年11月1日～2013年11月1日）
- 鈴木雅博（2013年11月1日～）

### 上下水施設
上水道は丹羽広域事務組合水道部によって運営されている。町内の簡易水道組合が1970年（昭和45年）に統合して町営水道になったが、1972年（昭和47年）4月1日に扶桑町営水道や簡易水道を統合して、尾張北部水道企業団として発足。1975年（昭和50年）5月には自己水源に加えて愛知県営水道より受水。2002年（平成14年）4月1日に丹羽消防組合と統合して丹羽広域事務組合が発足した。
下水道は名古屋港海域等流域別下水道整備総合計画に基づき、五条川右岸流域下水道による処理が行なわれている。2006年（平成18年）4月1日から一部区域での供用を開始。下水は五条川右岸浄化センター（岩倉市）で処理されたのち、五条川に放流される。

### 処理施設
可燃ごみについては町内にある江南丹羽環境管理組合の環境美化センターで焼却処理されている。また、可燃ごみ減量を目的として町内の一般家庭から出る剪定枝・草・竹については分別収集した上で、チップに加工して土壌改良材として利用している。

## 施設

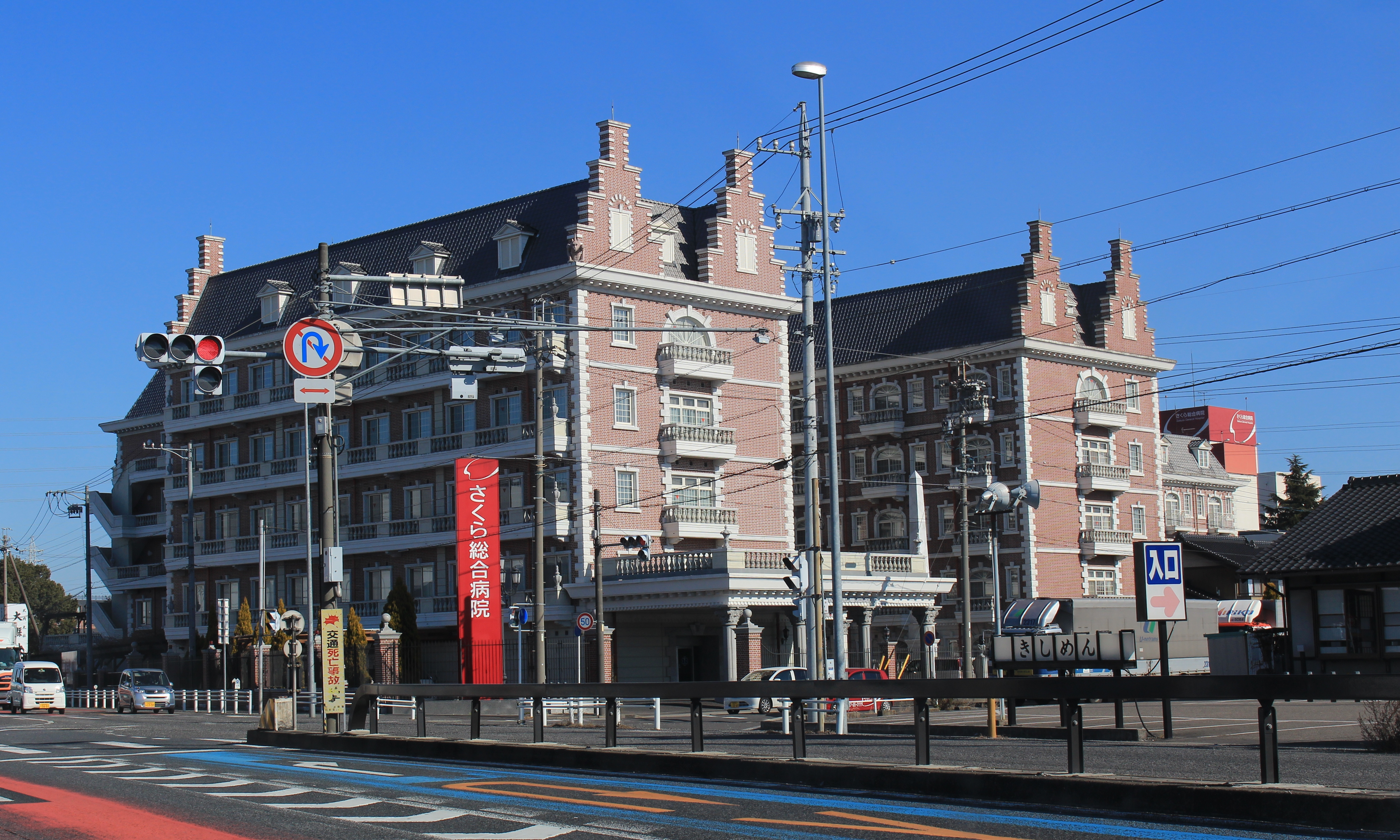
さくら総合病院

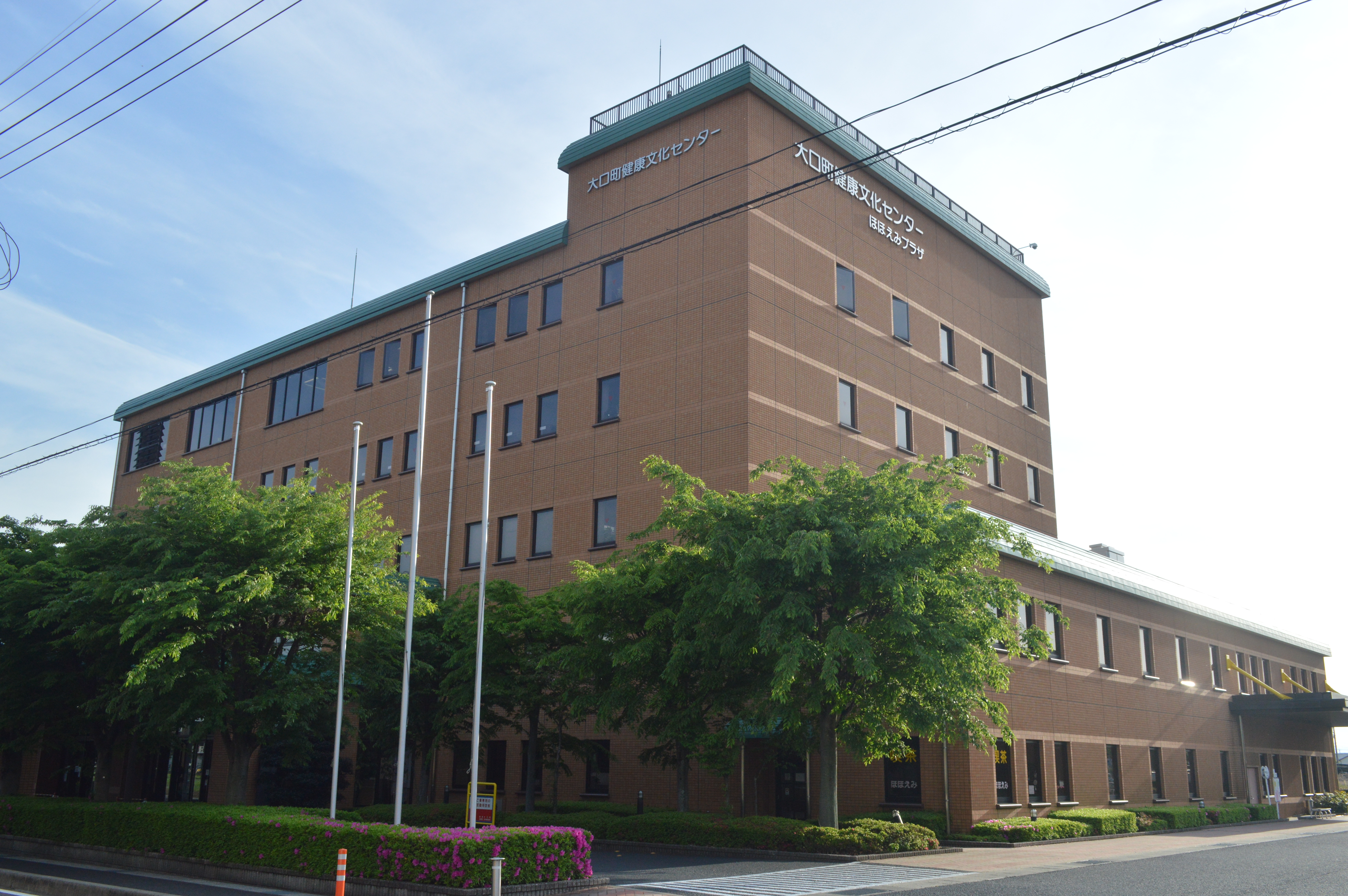
大口町健康文化センター

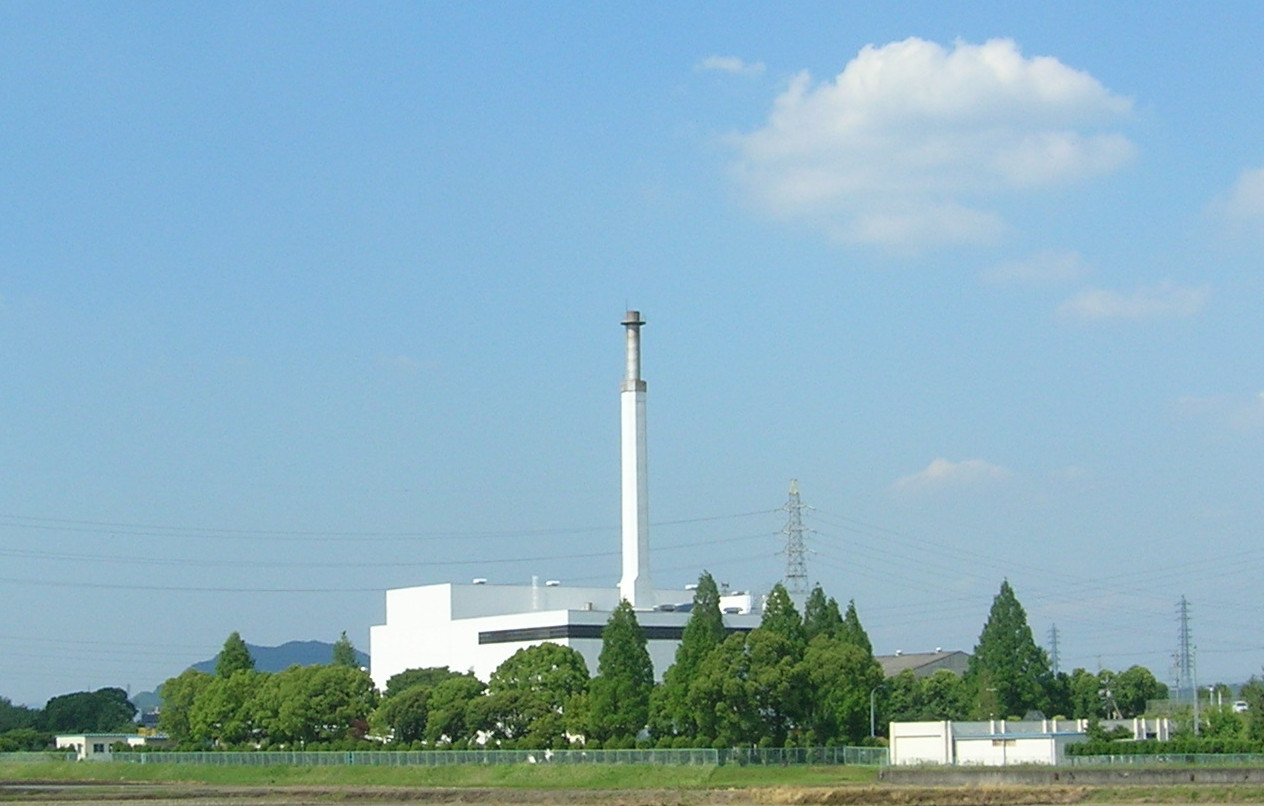
江南丹羽環境管理組合ゴミ焼却施設

### 警察
本部
- 愛知県警 江南警察署

交番
- 大口交番（住所. 愛知県丹羽郡大口町下小口七丁目144. 電話番号. 0587-56-0110（江南警察署経由）

### 消防
本部
- 丹羽広域事務組合消防本部

消防署
- 丹羽消防署（丹羽郡大口町上小口一丁目624番地）

出張所
- 大口出張所（丹羽郡大口町秋田一丁目18番地の1）

### 医療
主な病院
- 今井医院
- さくら総合病院
- すずいクリニック
- やまだクリニック
- みずの整形外科
- 医療法人山田外科内科
- みどりクリニック
- さのクリニック
- つくしファミリークリニック

### 交流施設
- 大口町中央公民館
- 大口町民会館
- 町民活動センター（まちねっと大口　「＃大口町大好き」）　大口町健康文化センター2階
- 野外活動施設「白山ふれあいの森」
- その他各地区の公民館

### 図書館
- 大口町立図書館
  - 大口町中央公民館3階の一部を図書館として使用している。
    - 2022年時点で、図書館部分の延床面積は677.47m2。2022年度の図書館費は58,008,000円。2022年度末の蔵書点数は93,578点、2022年度の貸出点数は135,434点である。2022年度末時点の人口は24,210人であるため、1人あたり貸出点数は約5.6点である。[7][8]

  - 1978年12月の総合福祉会館仮オープンと共に図書館も仮オープン。1979年4月に大口町立図書館として正式に開館。2004年1月には尾張北部広域行政圏5市2町（春日井市・犬山市・江南市・小牧市・岩倉市・扶桑町・大口町）の在住者への広域貸出を開始した。2008年4月には週6日開館を実施。2013年には教育委員の名前で「新しい大口町立図書館の建設に対する要望書」を町長に提出した。[9]

### 文化施設
- 老人福祉センター「憩いの四季」（中央公民館1階）
- 大口町健康文化センター
  - 大口町歴史民俗資料館

### 公園・緑地
- 外坪公園
- 二ツ屋公園
- 小口城址公園
- 堀尾跡公園
- 余野1号公園
- 余野2号公園
- 余野3号公園
- 余野4号公園
- 余野5号公園
- 余野6号公園
- 余野中央公園
- 余野1号緑地
- 竹田公園
- 平和記念公園
- 替地夢キャン広場
- 多世代が集う憩い広場

### 運動施設
- オークマ温水プール
- オークマグラウンド
- 野球グラウンド
- 総合グランド
- 総合テニスコート
- 町テニスコート
- 秋田グラウンド
- 河北グラウンド
- わかしゃち国体記念運動公園
- 多目的広場
- 白山ふれあいの森
- トレーニングセンター（大口町健康文化センター5階）

## 対外関係

### 姉妹都市･提携都市

#### 海外
フレンドシップ相手国
2005年に開催された愛知万博で、愛知県内の市町村（名古屋市を除く）が120の万博公式参加国をそれぞれ「一市町村一国フレンドシップ事業」としてフレンドシップ相手国として迎え入れた。
- ナイジェリア連邦共和国
- ニカラグア共和国

#### 国内
姉妹都市
- 松江市（島根県）
2015年（平成27年）8月29日 姉妹都市提携。 - 松江城を築城した堀尾吉晴の故郷のため[11]。
近年では町内の一部の小学6年生が夏休みに松江に訪問しており、交流も盛んである。

## 経済
大口町の昼夜間人口比率は143.7（昼間は夜間の1.437倍）であり､飛島村に次いで愛知県で2番目に高い自治体である。

### 商業
町内の主な商業施設

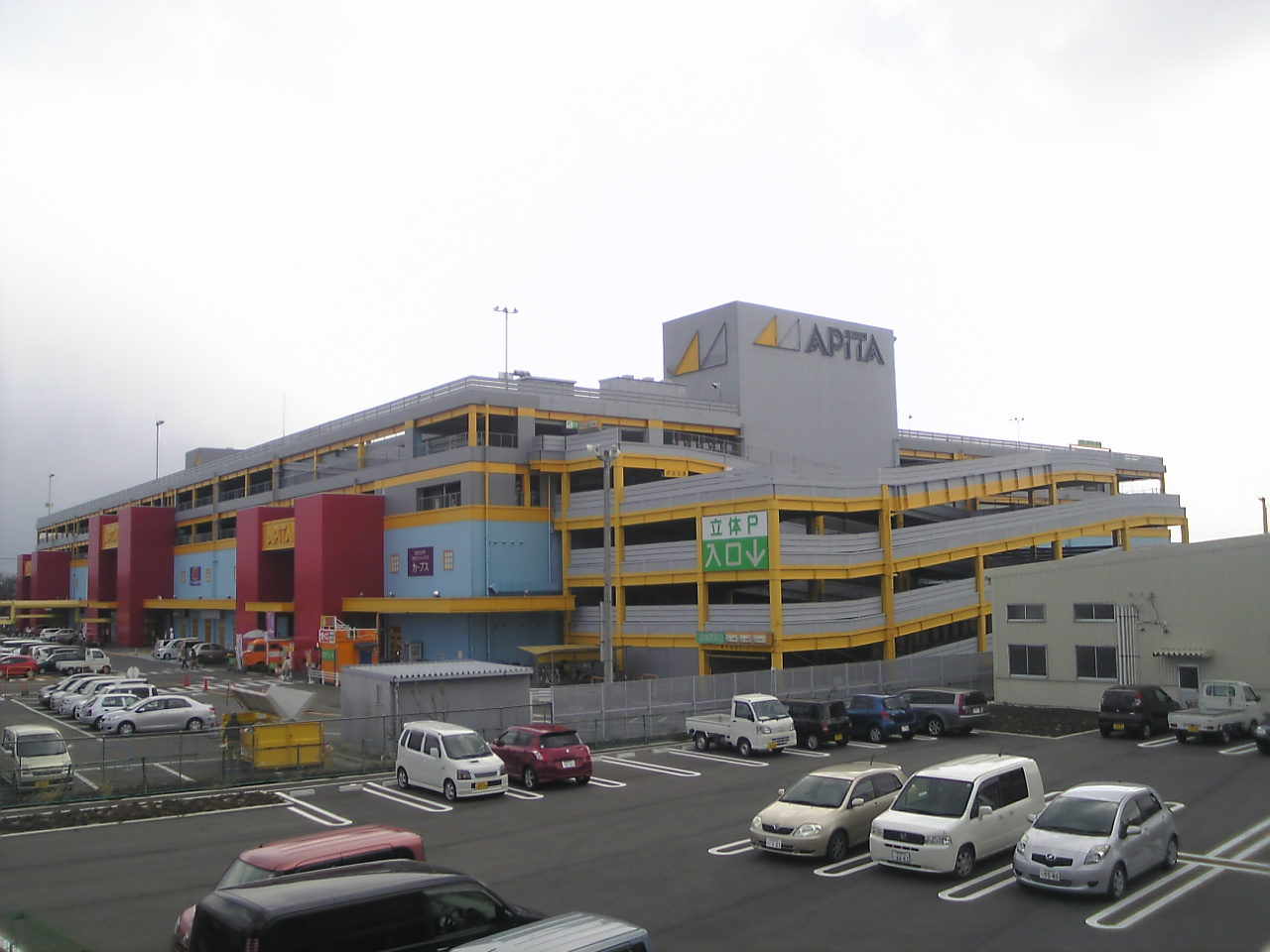
アピタ大口店（現：MEGAドン・キホーテUNY大口店）

- MEGAドン・キホーテUNY大口店（GMS）
- ヨシヅヤ大口店（GMS）
- バロー大口店
- カネスエ大口店

### 本社を置く主な企業
- 兼房株式会社
- オークマ株式会社
- ヤマザキマザック株式会社
- 株式会社東海理化電機製作所
- 株式会社青山製作所
- 東久株式会社

## 郵便・電話
郵便番号
- 本町の郵便番号は480-01**が用いられる[12]。
  - 配達を担当する郵便局は扶桑郵便局。

市外局番
- 本町のNTT市外局番は0587（一宮MA）が用いられる。
  - 同じ市外局番の江南市・岩倉市・稲沢市[13]・丹羽郡扶桑町と市外局番が0586の一宮市・各務原市川島地区とは市内料金で通話が可能である。

## 教育・保育

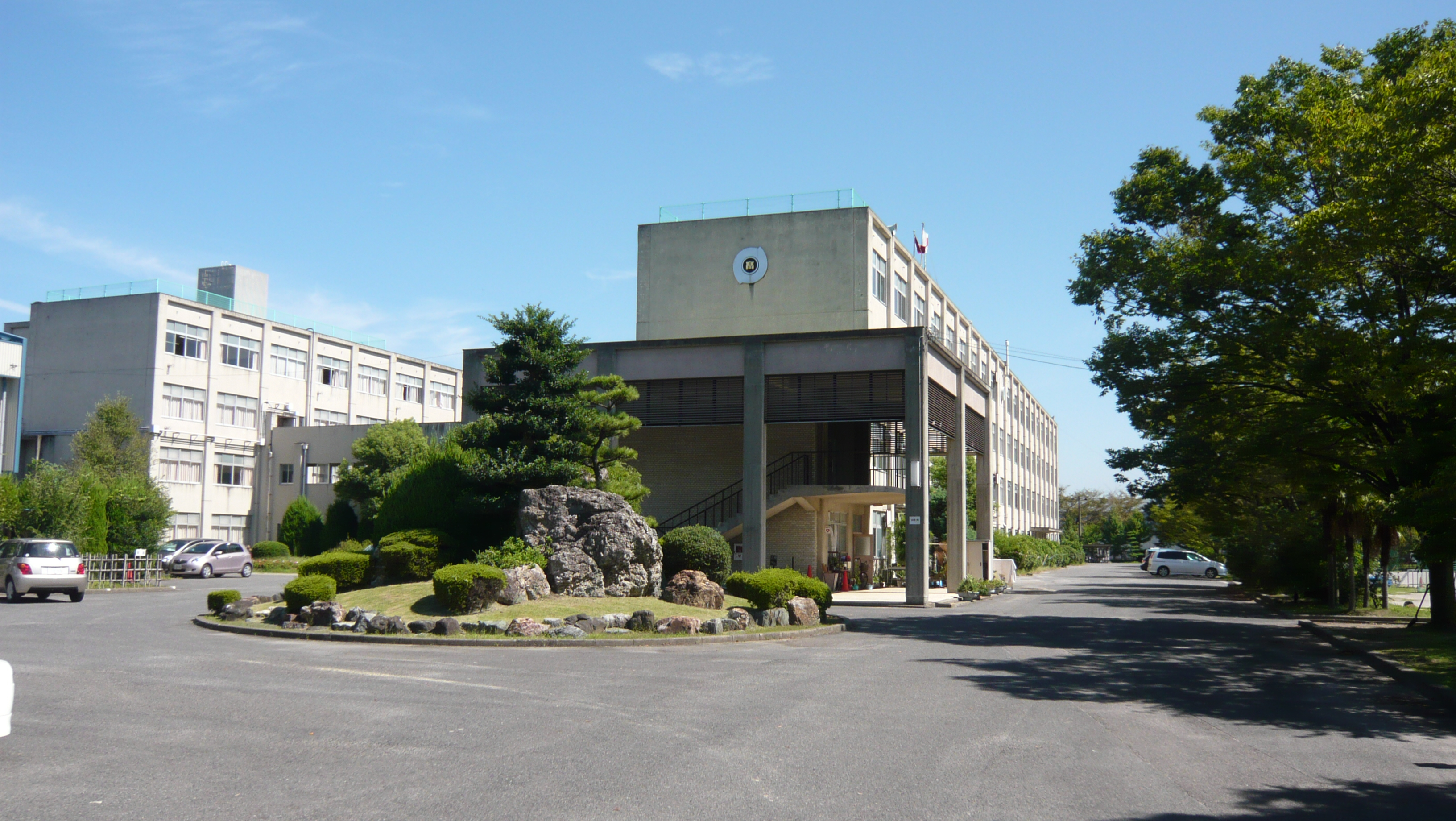
丹羽高校

### 専門学校
- 尾北看護専門学校
- 名鉄自動車専門学校

### 高等学校
県立
- 愛知県立丹羽高等学校
  - 校舎は扶桑町、グラウンドは大口町に属する。

### 中学校
町立
- 大口町立大口中学校（2008年4月に旧大口中学校と旧大口北部中学校が統合）

大口中学校は、建築家の黒川紀章が最後に設計した中学校でもある。

### 小学校
町立
- 大口町立大口西小学校
- 大口町立大口南小学校
- 大口町立大口北小学校

### 保育園
町立
- 大口町立西保育園
- 大口町立南保育園
- 大口町立北保育園

民営
- 大口町中保育園

### 幼稚園
民営
- 大口幼稚園
- ラモーナ幼稚園

## 交通

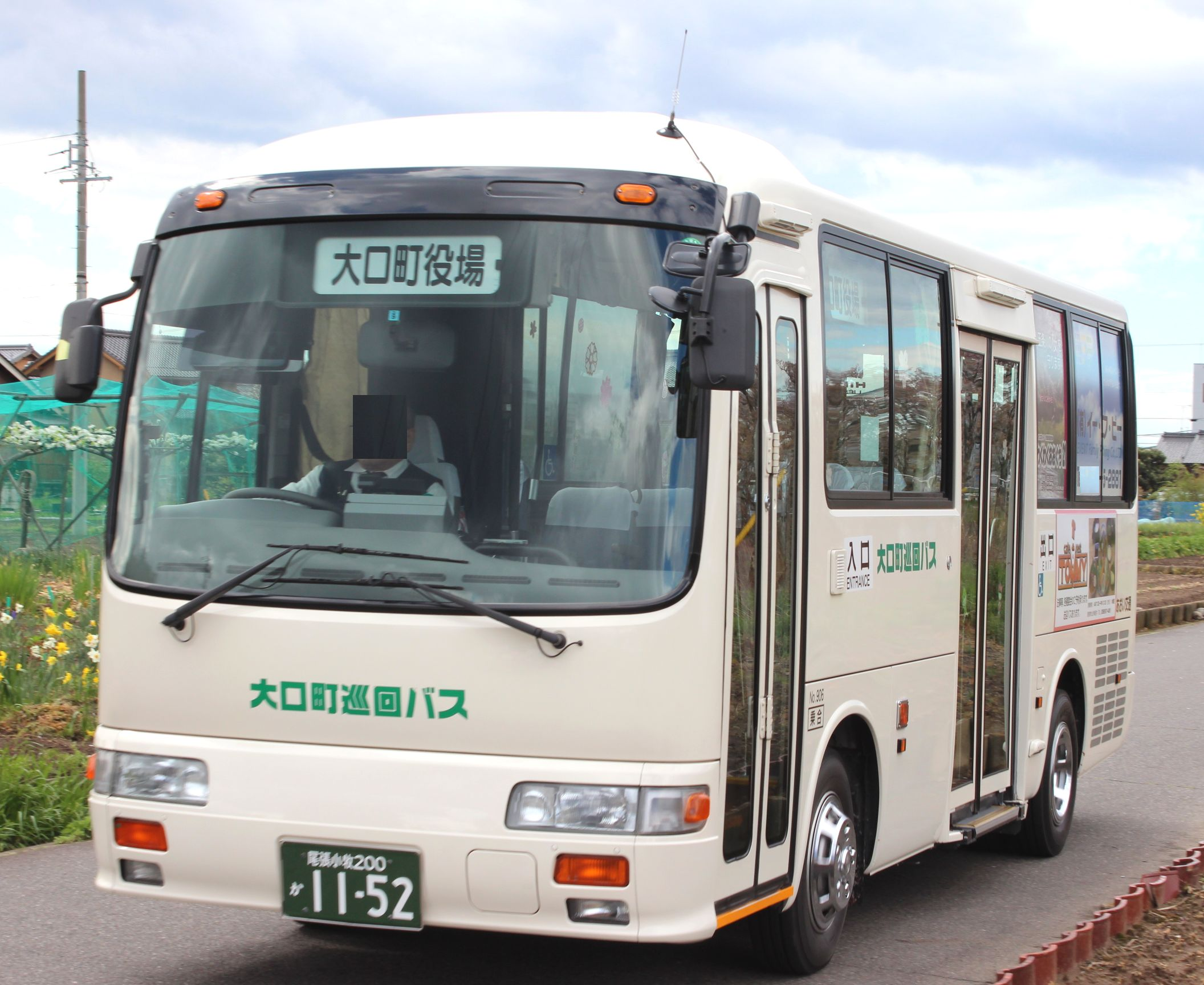
大口町コミュニティバス

### 鉄道
- 町内を走る鉄道路線はないが、名鉄犬山線柏森駅（扶桑町）が町境からほど近い場所にあり、主として町の北部住民が利用している。町の南部住民は同布袋駅（江南市）を、西部住民は同江南駅を、東部住民は名鉄小牧線楽田駅（犬山市）を利用することが多い。大口町コミュニティバスが町内と柏森駅、布袋駅、江南駅とを結んでいる。他に、さくら総合病院には犬山市コミュニティバスも乗り入れている。

### バス
路線バス
- 大口町コミュニティバス

### 道路
一般国道
国道41号（名濃バイパス）
国道155号（小牧一宮バイパス）
一般県道
- 愛知県道157号小口岩倉線
- 愛知県道158号小口名古屋線
- 愛知県道159号外坪扶桑線
- 愛知県道172号西之島江南線
- 愛知県道176号若宮江南線
- 愛知県道179号宮後小牧線
- 愛知県道192号草井羽黒線
- 愛知県道194号斎藤羽黒線

## 観光

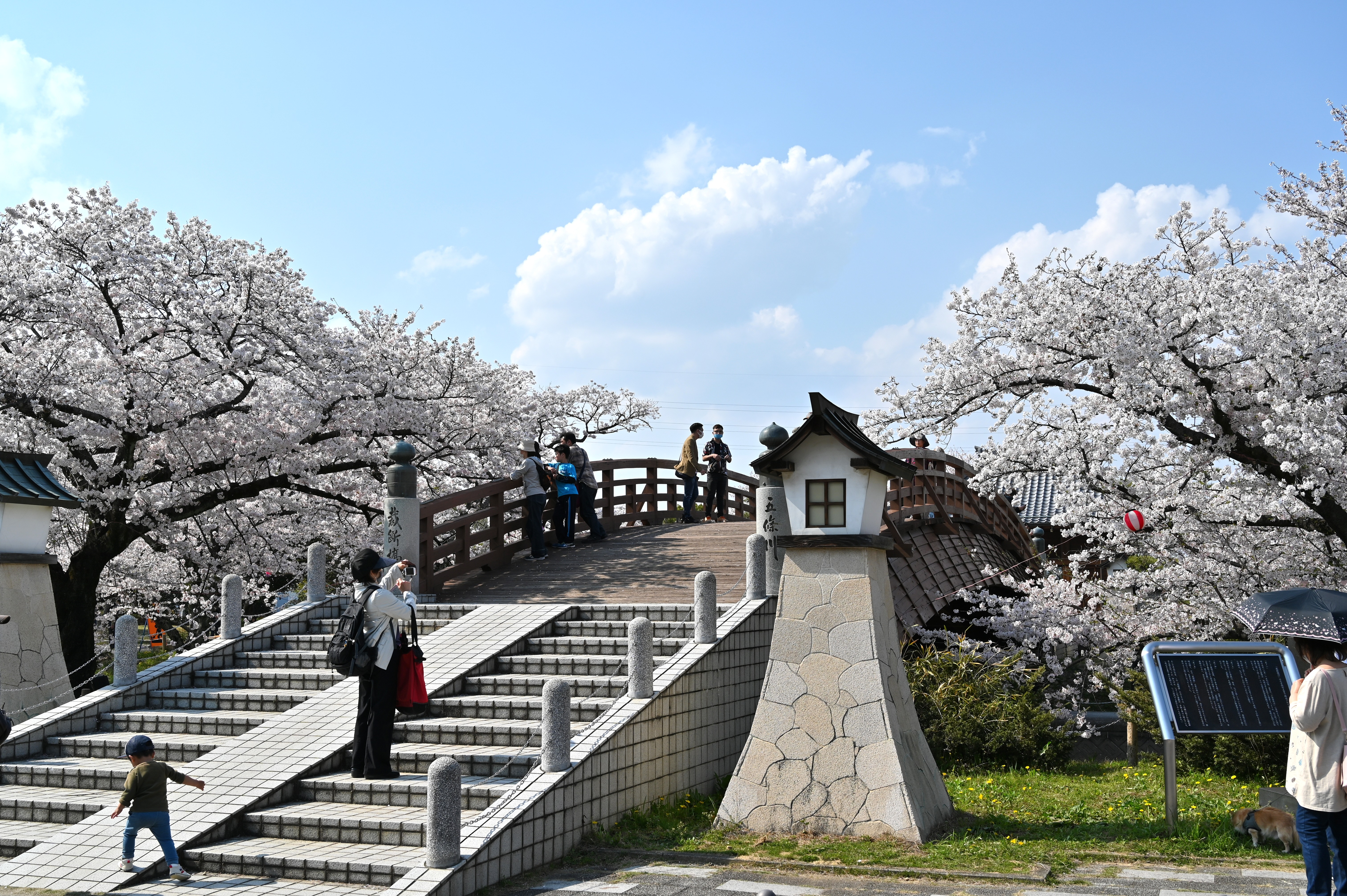
堀尾屋敷跡の裁断橋

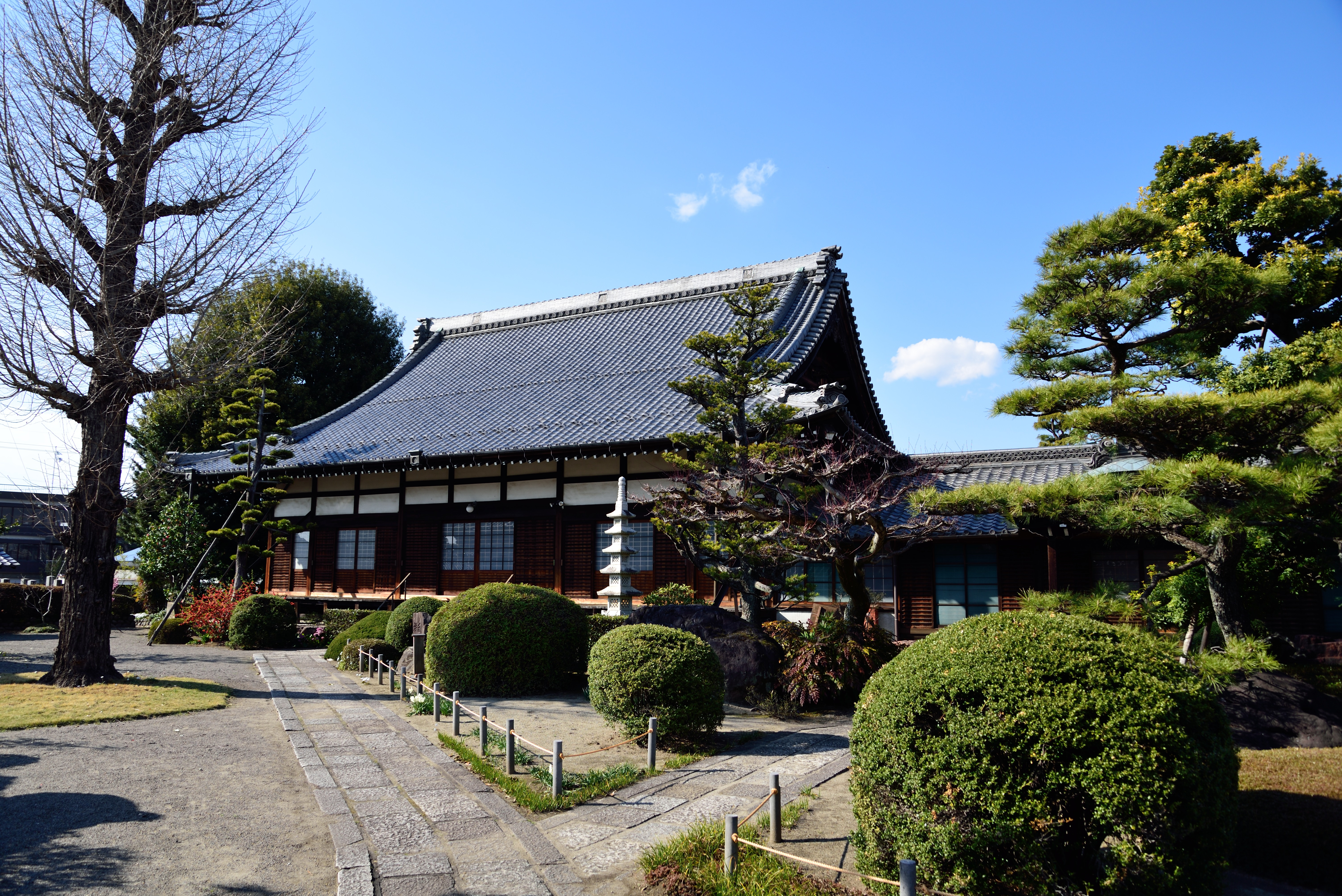
徳林寺本堂

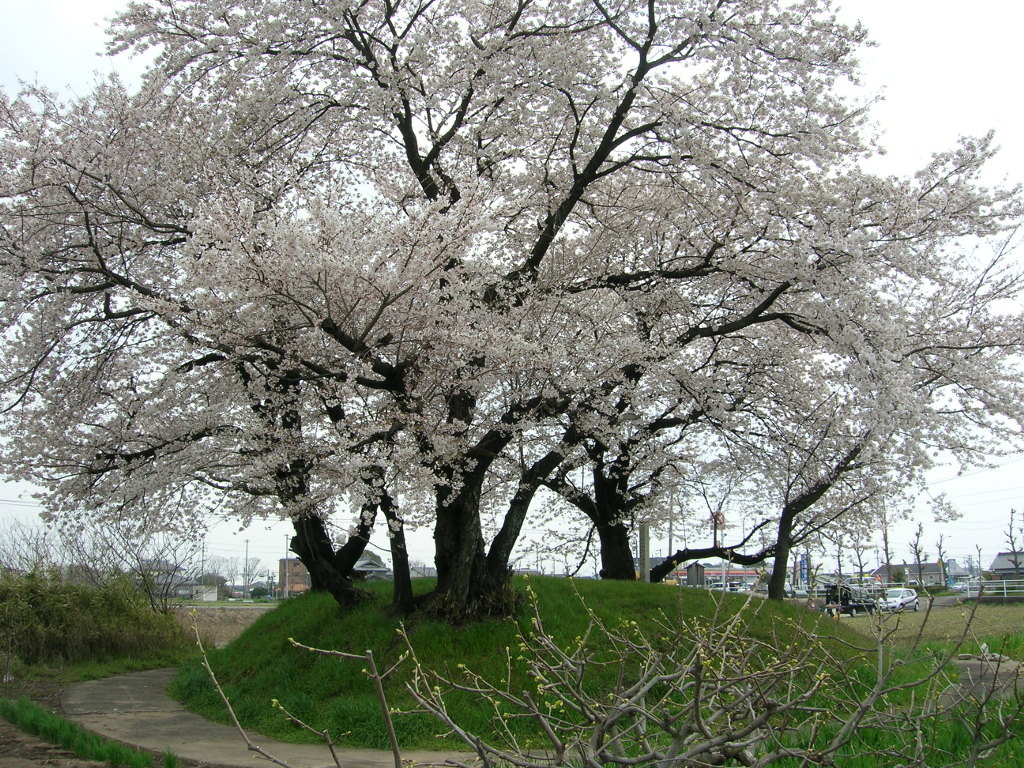
桜塚古墳

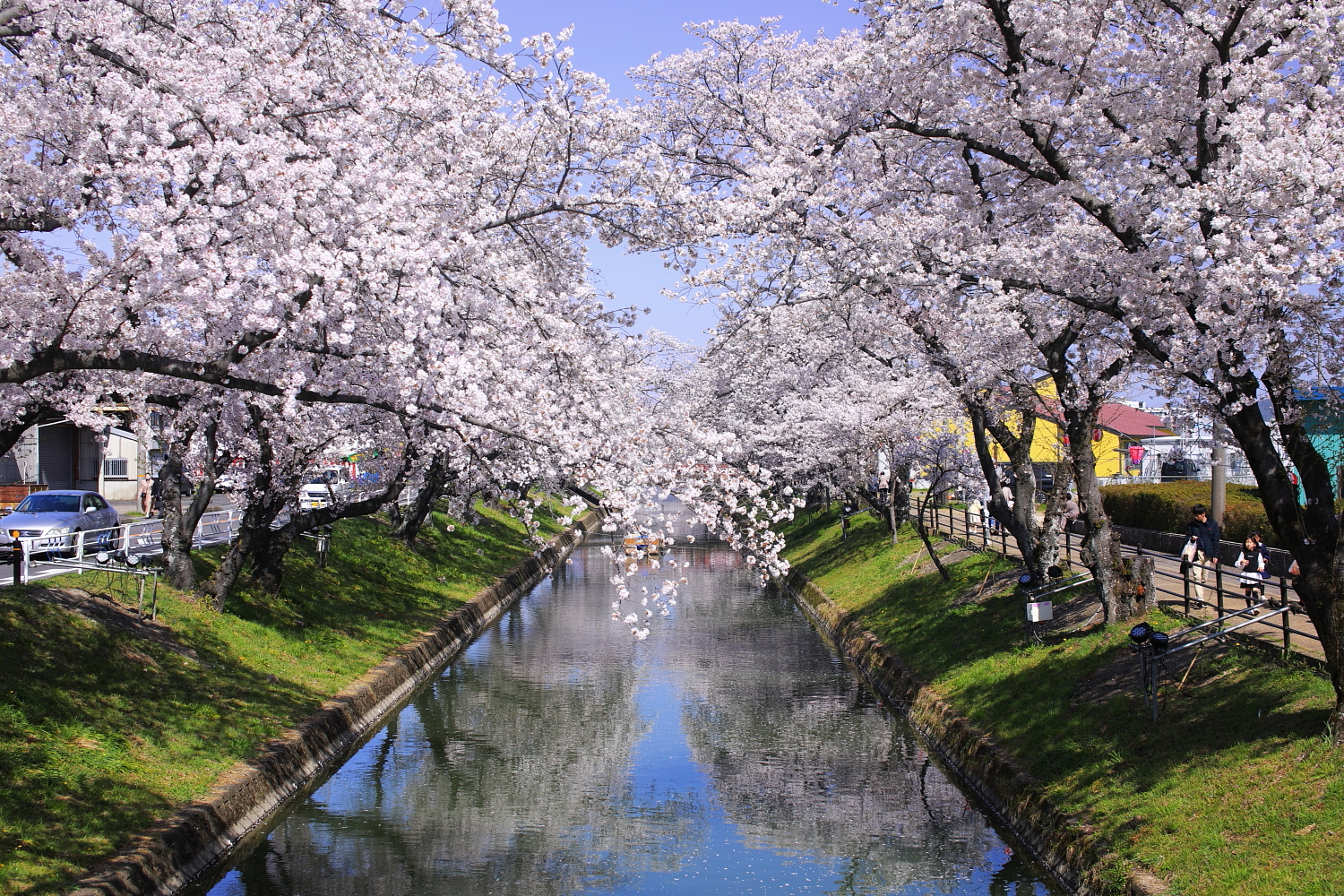
平和橋から見た五条川の桜並木

### 名所･旧跡
城郭･屋敷
- 小口城（小口城址公園）
- 堀尾屋敷跡（堀尾城）

寺院
- 臨済宗全徳寺
- 臨済宗徳林寺
- 臨済宗観音寺
- 臨済宗妙徳寺
- 臨済宗薬師寺
- 臨済宗妙智寺
- 曹洞宗長松寺
- 曹洞宗地蔵寺
- 曹洞宗桂林寺 - 尾張三十三観音霊場 第十九番札所。
- 曹洞宗圓應寺
- 浄土宗阿弥陀寺
- 浄土真宗教善寺
- 浄土真宗本光寺

神社
- おちょぼ稲荷故里の宮
- 白山神社
- 神福神社
- 清島神社
- 熊野社
- 小口神社
- 金刀比羅社
- 三明神社
- 神明社
- 諏訪神社
- 津島社
- 野神社
- 八王子神社
- 八剱社
- 余野神社
- 若宮八幡社

古墳
- 桜塚古墳

### 観光スポット
- 五条川堤防桜並木

## 文化

### 祭事･催事
- れんげまつり
- やろ舞大祭
- ふれあいまつり
- ビッグマウスコンテスト(終了)
2010年から2013年には、「ZIP-FM モーニングチャージ ビッグマウス コンテスト ～大口町の中心で大口を叩く～」が全4回に亘って開催された。第1回、第3回はやろ舞大祭内、第2回、第4回はふれあいまつり内にて開催。第一回優勝者は不動産会社でOLとして勤務していた田中志保（キンタロー。）。このコンテストに優勝した事が契機となり、プロの芸人となった[15]。

## 出身著名人
武将
- 織田広近 - 小口城の築城主
- 堀尾吉晴 - 安土桃山時代の武将。松江城城主

学界
- 水野猛 - 農学博士

政治家
- 野田正昇 - 大口村長（30年在任）・衆議院議員・愛知県会議長
- 仙田晃宏 - 衆議院議員

## 名誉町民

### 名誉町民
大口町名誉町民の称号を贈られた人物は以下の通り。
| 顕彰年月日               | 氏名       | 職業・経歴など                                                                   | 業績                         |
| ------------------------ | ---------- | -------------------------------------------------------------------------------- | ---------------------------- |
| 1977年（昭和52年）4月1日 | 社本鋭郎   | 政治家（初代大口町長、愛知県議会議員、大口村長、大口村議会議員、福玉精麦創業者） | 五条川の桜の植樹、工場誘致。 |
| 2002年（平成14年）4月1日 | 大竹喜久雄 | 政治家（大口町長、愛知県議会議員）                                               | 大口町立小中学校の整備。     |